# Vincenzo Picardi
Vincenzo Picardi (Casoria, 20 de outubro de 1983) é um boxista italiano que representou seu país nos Jogos Olímpicos de Verão de 2008, realizados em Pequim, na República Popular da China. Competiu na categoria mosca onde conseguiu a medalha de bronze após perder nas semifinais para o tailandês Somjit Jongjohor.